# Sydsvenska Kuriren
Sydsvenska Kuriren var en svensk kommunistisk tidning. Publikationen var ett organ för Sveriges kommunistiska parti. Det första numret kom den 24 oktober 1925. Sydsvenska Kuriren startades 1925 som en edition av Kalmar Läns-Kuriren men blev modertidning 1931. Det sista numret av Sydsvenska Kuriren publicerades den 28 mars 1942. Ett provnummer publicerades den 24 oktober 1925. 
Tidningens fullständiga titel var Sydsvenska Kuriren, från 1930 tillkom / Organ för Sveriges Kommunistiska Parti (Sektion av kommunistiska internationalen) i titeln. 
Under tidningens existensperiod fanns det efter partisplittringar 1924 och 1929 flera partier som använde namnet Sveriges kommunistiska parti. Det parti som kontrollerade tidningen var det som senare blev Vänsterpartiet.

## Redaktion
Tidningen var kommunistisk med anknytning till SKP. Redaktionsort var från 1925 till 2 december 1931 Oskarshamn, sedan från den 5 december 1931 till 3 juni 1933 Kristianstad. Knut Bäckström var redaktör för tidningen under perioden i Kristianstad. Från juni 1933 och under resten av utgivningstiden satt redaktionen i Malmö. Edvin Persson återkom som redaktör i Malmö men tidpunkten är okänd då uppgifter om redaktör saknas.
Utgivningsfrekvensen var två dagar i veckan, onsdag och lördag, till slutet av 1931. Från 1931 till 1940 var tidningen tredagarstidning, tisdag, torsdag och lördag, och gavs ut på morgonen. Efter finska vinterkrigets slut minskade utgivningen till två dagar i veckan åter onsdag och lördag.
Tidningen gavs ut i två editioner. Sydsvenska kuriren var en edition under tiden från 24 oktober 1925 till 25 november 1931. Kalmar Läns-kuriren blev istället edition till Sydsvenska kuriren från den 2 december 1931 till nedläggningen 1942.
Tidningen drabbades under andra världskriget av det så kallade transportförbudet, vilket ledde till att tidningen lades ner. Sydsvenska Kuriren var en av sex tidningar (varav fyra kommunistiska tidningar) som var föremål för ett transportförbud. Transportförbudet innebar att tidningen inte kunde transporteras via posttjänster, järnvägar eller andra former av kollektivtrafik. 
Gunnar Adolfsson arbetade som journalist på tidningen under 1930-talet. Han berättar i riksdagen 1945 följande (Riksdagens protokoll 72 Nr 26. Torsdagen den 7 juni 1945. Skyldighet för utgivare av periodisk skrift att redovisa hur skriften finansieras).: Den tidning, i vars redaktion jag för egen del under den svåraste tiden befann mig, nämligen Sydsvenska Kuriren, var transportförbjuden, trots att den inte hade kvalificerat sig för ett transportförbud enligt denna förordnings bestämmelser. Det skedde också polisingripanden, och jag erinrar mig särskilt ett tillfälle, då redaktionspersonalen, när den på morgonen anlände, fann att man hade brutit upp dörrarna till tidningens lokaler och tagit sig in där, brutit upp skrivbordslådorna och gått igenom alla våra kassaböcker, ja, överhuvud taget varje papper, som fanns på vår redaktion och expedition.
| Period                 | Ansvarig utgivare                  | Titel                  | Period                 | Redaktör                                |
| 1925-09-29--1930-09-16 | Person, Edvin Emanuel              | redaktören             | 1925-10-24--1926-07-03 | Persson, Edvin E.                       |
| 1925-09-29--1930-09-16 | Person, Edvin Emanuel              | redaktören             | 1926-07-03--1928-01-04 | Tidningen saknas i Kungliga Biblioteket |
| 1930-09-17--1933-06-08 | Oskarsson, John Manfred Augustinus | journalisten           | 1928-01-04--1929-12-04 | Persson, Edvin E.                       |
| 1933-06-09--1942-03-28 | Svensson, Sven Helge               |                        | 1929-12-07--1932-11-01 | Bäckström, Knut                         |
| 1933-06-09--1942-03-28 | Svensson, Sven Helge               | 1932-11-03--1941-05-31 | ingen uppgift          |                                         |
| 1933-06-09--1942-03-28 | Svensson, Sven Helge               | 1941-06-04--1942-03-28 | Persson, Edvin E.      |                                         |

## Tryckning
Förlaget  hette 1925–1931 Andelsföreningen Kalmar läns-kuriren utan personligt ansvar i Oskarshamn. Från 1931 till 1942 hette förlaget Södra Sveriges tryckeriförening u.p.a. i Kristianstad. Tidningen trycktes med bara svart färg och antikva. Satsytan var stor ofta 55–58 x 42 cm, men sedan mindre då tidningen trycktes i Kristianstad 45 x 30 cm. Priset var sex kronor 1922–1931 sedan 7,50 kronor 1932–1933, och de sista åtta åren till 1942 8,50 kronor. Sidantalet i tidningen var 4 till 8 sidor. Tidningen hade fler sidor 1930 till 1940 än tidigare på 1920-talet. Upplaga var 900 exemplar för tidningsnumret 31 mars 1923, sedan 3600 exemplar 1927, 1932 4750 exemplar och hade 1935 minskat till 2000 exemplar.
| Period                 | Tryckeri                                       | Ort          | Kommentar                                                |
| 1925-10-24--1926-06-30 | Oskarshamnsbladets tryckeri                    | Oskarshamn   |                                                          |
| 1926-07-03--1926-07-03 | Aktiebolaget Oskarshamns nyheters tryckeri     | Oskarshamn   |                                                          |
| 1926-07-07--1931-11-25 | Andelsföreningen Kalmar läns-kurirens tryckeri | Oskarshamn   | Startdatum osäkert. Inget exemplar av tidningen bevarat. |
| 1931-12-02--1933-02-09 | Andelsföreningen Kalmar läns-kurirens tryckeri | Kristianstad |                                                          |
| 1933-02-11--1933-06-13 | Södra Sverges tryckeriförening                 | Kristianstad |                                                          |
| 1933-06-15--1942-03-28 | Södra Sverges tryckeriförening                 | Malmö        |                                                          |